# John Baskfield
John Glenn Baskfield (* 29. Juni 1965 in Saint Paul) ist ein ehemaliger US-amerikanischer Eisschnellläufer.
Baskfield startete international erstmals in der Saison 1982/83 und kam bei den Juniorenweltmeisterschaften 1983 in Sarajevo auf den 13. Platz im Kleinen Vierkampf. In der Saison 1987/88 nahm er an sechs Läufen im Eisschnelllauf-Weltcup teil und erreichte in Davos mit dem achten Platz über 1500 m seine beste Platzierung in dieser Rennserie. Letztmals international startete er bei den Olympischen Winterspielen 1988 in Calgary, wobei er den 20. Platz über 1500 m belegte. Neben dem Sport besuchte er das College of St. Thomas in Saint Paul und später als Bundesbewährungshelfer tätig.

## Persönliche Bestleistungen
| Disziplin | Zeit        | Datum            | Ort       |
| --------- | ----------- | ---------------- | --------- |
| 500 m     | 38,56 s     |                  | Butte     |
| 1000 m    | 1:16,70 min |                  | Butte     |
| 1500 m    | 1:55,88 min | 13. Februar 1988 | Calgary   |
| 3000 m    | 4:24,02 min | 29. Januar 1983  | Inzell    |
| 5000 m    | 7:41,30 min | 19. Januar 1986  | Innsbruck |